# Vinorina idrossilasi
La vinorina idrossilasi è un enzima appartenente alla classe delle ossidoreduttasi, che catalizza la seguente reazione:
vinorina + NADPH + H+ + O2 ⇄ vomilenina + NADP+ + H2O
L'enzima è una proteina eme-tiolata (P-450). Catalizza una reazione nella biosintesi dell'alcaloide ajmalina.